# Santa Bárbara (tổng)
Santa Bárbara là một tổng trong tỉnh Heredia, Costa Rica. Tổng này có diện tích 53,21 km², dân số năm 2008 là 33334 người..